# Nathaniel Kleitman
Nathaniel Kleitman (Chișinău, 1895. április 26. – Los Angeles, 1999. augusztus 13.) amerikai fiziológus és alváskutató, a Chicagói Egyetem nyugalmazott fiziológus professzora. 
A modern alváskutatás atyjaként tartják számon, az 1939-ben megjelent, korszakalkotó Sleep and Wakefulness (Alvás és ébrenlét) című könyv szerzője.

## Életpályája

### Ifjúkora
Nathaniel Kleitman 1895-ben született Kisinyovban (Chișinău), Besszarábia tartomány (ma Moldova) fővárosában, zsidó családban. Mélyen érdekelte a tudatosság, és úgy érvelt, hogy az alvás tudattalanjának tanulmányozásával betekintést nyerhet a tudatosságba.
1915-ben a pogromok Palesztinába űzték, majd az első világháború következtében az Egyesült Államokba emigrált. Húszéves korában nincstelenül kötött ki New Yorkban. 1923-ban, huszonnyolc évesen a Chicagói Egyetem élettani tanszékén doktorált. Dolgozatának címe „Tanulmányok az alvás fiziológiájáról” volt. Nem sokkal később, 1925-ben csatlakozott az ottani tanszékhez. Kleitman alváskutatásának egyik korai támogatója a Wander Company volt, amely az Ovaltine-t gyártotta, és azt remélte, hogy álmatlanság elleni gyógyszerként népszerűsítheti.

## Tudományos pályája

### REM-alvás
Eugene Aserinsky, Kleitman egyik végzős diákja úgy döntött, hogy az alvókat rákapcsolja egy elektroenkefalogram-készülék korai változatára. Ennek során Aserinsky észrevette, hogy az alvók minden éjjel többször is átmentek olyan időszakokon, amikor a szemük vadul ide-oda mozgott. Kleitman ragaszkodott hozzá, hogy a kísérletet ismételjék meg, ezúttal a lányán, Eszteren. 1953-ban ő és Aserinsky mutatta be a világnak a „gyors szemmozgást”, vagyis a REM-alvást. 
Kleitman és Aserinsky bebizonyította, hogy a REM-alvás összefügg az álmodással és az agyi aktivitással. Kleitman egy másik végzős tanítványa, William C. Dement, aki a Stanford orvosi karának pszichiátriaprofesszora volt, ezt az évet úgy jellemezte, mint amikor „az alvás tanulmányozása valódi tudományos területté vált”.

### A nyugalmi aktivitási ciklus
Kleitman számtalan további hozzájárulást tett az alváskutatás területén, és különösen a „pihenés-aktivitás” ciklusok érdekelték, ami a cirkadián és ultradián ritmusokkal kapcsolatos számos alapvető megállapításhoz vezetett. Kleitman leírta az alvás és az ébrenlét során egyaránt létező alapvető pihenési aktivitási ciklus vagy BRAC létezését.

### Egyéb kísérletei
Személyes és kísérleti szigoráról volt híres, a Kentucky állambeli Mammoth-barlangban a föld alatt végzett jól ismert alvásvizsgálatokat, valamint kevésbé ismert vizsgálatokat a második világháború alatt tengeralattjárókon a víz alatt és az Északi-sarkkör felett.

## Fordítás
- Ez a szócikk részben vagy egészben  a   Nathaniel Kleitman című angol Wikipédia-szócikk fordításán alapul.  Az eredeti cikk szerkesztőit annak laptörténete sorolja fel. Ez a jelzés csupán a megfogalmazás eredetét és a szerzői jogokat jelzi, nem szolgál a cikkben szereplő információk forrásmegjelöléseként.